# Patagonien
Patagonien er et område i Sydamerika øst for Andesbjergene. 
Størsteparten ligger syd for Rio Negro (41°S). På vestsiden af Andesbjergene dækker Patagonien området syd for (42°S).
Den chilenske del af Patagonien omfatter den sydlige del af Los Lagos samt regionerne Aisén og Magallanes. 
Øst for Andesbjergene dækker Patagonien fire provinser i Argentina, Neuquén, Río Negro, Chubut og Santa Cruz.
Den sydlige del af Patagonien udgøres af Ildlandet.
- Perito Moreno-gletsjeren
- Ushuaia
- Península Valdés
- Landskab fra Patagonien
- Bariloche

44°S 68°V / 44°S 68°V